# Tadeusz Iwiński
Tadeusz Iwiński (Phát âm tiếng Ba Lan [taˈdɛ.uʂ iˈvij̃skʲi]; sinh ngày 28 tháng 10 năm 1944) là một giáo sư, nhà ngoại giao, chính trị gia, nhà khoa học chính trị và thành viên Quốc hội Ba Lan các nhiệm kỳ I, II, III, IV, V, VI và VII. 

## Cuộc đời và sự nghiệp

### Tiểu sử
Tadeusz Iwiński là con trai của Bolesław và Zofia Iwiński. Ông có thể nói được hơn 10 ngôn ngữ và trong suốt cuộc đời của mình, ông đã đặt chân đến hơn 150 quốc gia. Ông có sở thích đọc sách, du lịch và học ngoại ngữ. Ông từng là một kĩ sư trong thời gian ngắn trước khi trở thành học giả tại một số trường đại học tại Warsaw, Olsztyn và Poznań.
Từ năm 2016, ông là thành viên của Viện Hàn lâm Khoa học và Nghệ thuật Châu Âu ở Salzburg (Áo) và từ năm 2018, ông là thành viên của Hội đồng Khoa học - Quỹ Nghiên cứu Tiến bộ Châu Âu tại Brussels (Bỉ). 

### Con đường học vấn
Năm 1968, ông trở thành Thạc sĩ Hóa học, tốt nghiệp khoa Hóa học tại Đại học Công nghệ Warsaw, sau đó ông theo học Khoa Báo chí & Khoa học Chính trị và chuyên ngành Châu Phi học của Đại học Warsaw (1069-1971). Từ năm 1972 đến năm 1973, ông làm trợ lý cấp cao tại Viện Khoa học Chính trị thuộc Đại học Warsaw. Năm 1973, ông được trao bằng Tiến sĩ về Quan hệ Quốc tế tại Đại học Warsaw.  
Từ 1977-1978, ông là Học giả Fulbright (tại Đại học Harvard) và trong những năm 1980, ông là hợp tác với Đại học Liên Hợp Quốc có trụ sở tại Tokyo. Năm 1988, ông là học giả tại International Research & Exchanges Board (IREX) thuộc Đại học California, Berkeley. 
Năm 1981, ông được trao bằng Nghiên cứu sinh sau tiến sĩ (postdoc) về Khoa học Chính trị. Năm 1985, ông trở thành Phó Viện trưởng Viện Nghiên cứu Đảng của trường Đại học Khoa học Xã hội. Từ năm 1989 đến năm 1990, ông là giám đốc của Viện Khoa học Chính trị ANS.
Từ năm 1992, ông giảng dạy tại Viện Khoa học Chính trị thuộc Đại học Warmia và Mazury ở Olsztyn, tại đây, vào năm 1989, ông được Tổng thống Ba Lan trao học hàm giáo sư Khoa học Nhân văn. Iwiński đã hoạt động trong một số tổ chức khoa học và chính trị liên quan đến các vấn đề và nghiên cứu của Châu Phi, Châu Á và Châu Đại Dương. Ông còn là thành viên của Ủy ban Khoa học Chính trị của Viện Hàn lâm Khoa học Ba Lan. Iwiński là thành viên tích cực trong các hoạt động của AWEPA - hội đồng quản lý Hiệp hội các nghị sĩ Châu Âu (PEuropean MP’s) và Châu Phi .

### Sự nghiệp chính trị
Năm 1990, ông tham gia Cộng hòa xã hội chủ nghĩa của Cộng hòa Ba Lan (SdRP) với tư cách là chủ tịch, ông chịu trách nhiệm về các vấn đề quốc tế và có đóng góp đáng kể cho các thành viên của SdRP và Liên minh Dân chủ cánh tả. Trong cuộc bầu cử dân chủ đầu tiên ở Ba Lan năm 1991, ông đã được bầu vào quốc hội Sejm. Ông tái đắc cử 6 lần - cho đến năm 2015 khi Đảng Cánh tả Thống nhất Ba Lan không vượt qua ngưỡng bầu cử (cá nhân ông đã thu thập đủ số phiếu bầu để được bầu chọn lần thứ VIII). Tại Thượng nghị sĩ, ông là thành viên của Ủy ban Hiến pháp và (trong nhiều nhiệm kỳ) là chủ tịch Ủy ban Đối ngoại.
Từ năm 1992, ông là thành viên của Hội đồng Nghị viện của Hội đồng Châu Âu, có trụ sở tại Strasbourg (Pháp) . Với tư cách là Chủ tịch Hội đồng trong nhiều năm cũng như chủ tịch Ủy ban về Di cư và Tị nạn, ông đã lãnh đạo nhiều nhiệm vụ khó khăn và quan trọng, một trong số những nhiệm vụ đó bao gồm các nhiệm vụ ở Rwanda (1994) , nhiều lần ở Chechnya (trong chiến tranh) và ở Ukraine.
Năm 2001-2004, ông là ngoại trưởng tại Văn phòng Thủ tướng trong chính phủ của Leszek Miller và Marek Belka và tham gia các cuộc đàm phán để Ba Lan gia nhập Liên minh Châu Âu. Ông đã 5 lần đến thăm Việt Nam ở nhiều cương vị khác nhau, theo lời mời của Viện Hàn lâm Khoa học Xã hội, ở cương vị bộ trưởng và vào năm 2015 – tham gia phiên họp Liên minh Quốc hội tại Hà Nội. 
Từ năm 2018, ông là Chủ tích Hiệp hội hữu nghị Ba Lan - Việt Nam "Tương lai". Tháng 8 năm 2022, ông dẫn đầu đoàn đại biểu Hội hữu nghị Ba Lan – Việt Nam “Tương lai” đến thăm chính thức Việt Nam. 

## Tác phẩm nổi bật[8]
- Phong trào Cách mạng ở Châu Phi, Châu Á và Châu Mỹ Latinh: Những vấn đề của Chiến lược và Phát triển trong những năm Sáu mươi và Bảy mươi (1982).
- Các thể chế chính trị của chủ nghĩa tư bản hiện đại (1987)
- Chủ nghĩa thực dân mới đương đại (1979)

- Bồ Đào Nha tại bước ngoặt lịch sử (1975)
- Các thể chế chính trị của chủ nghĩa tư bản đương đại (đồng tác giả với Mariusz Gulczyński và Wojciech Lamentowicz, 1978)
- Ý tưởng và các nhà tư tưởng học của chủ nghĩa tân tài chính (đồng tác giả, 1978)
- Văn hóa hòa bình. Chiến tranh và Hòa bình - Từ quan điểm giữa các cá nhân đến toàn cầu (đồng tác giả, 2016).
- Hai bài báo về Chủ tịch Hồ Chí Minh (2020) [5] và Đại tướng Võ Nguyên Giáp (2021). [9]

## Giải thưởng
- Năm 1976, 1979, 1983 và 1987, ông nhận được Giải thưởng của Bộ trưởng Bộ Khoa học và Giáo dục bậc cao.
- Người chiến thắng giải thưởng "Nhân cách của Năm Warmia và Mazury" (2001).
- Hạng 2 giải thưởng "Order Krzyża Ziemi Maryjnej" (giải thưởng được trao cho người nước ngoài, những người có sự đóng góp trong việc làm sâu sắc hơn mối quan hệ hữu nghị với Estonia - 2002).[7]
- Bằng khen Chữ thập vàng (Golden Cross of Merit).[10]
- Huy chương Giáo dục Quốc gia.